# Tetín (Berouni járás)
Tetín település Csehországban, a Berouni járásban. Tetín Srbsko, Korno, Koněprusy, Měňany és Beroun településekkel határos. Lakosainak száma 879 fő (2024. január 1.).

## Népesség
A település lakosságának változását az alábbi diagram mutatja:
| Lakosok száma | 579  | 756  | 1076 | 944  | 803  | 704  | 862  | 872  | 869  | 879  |
|               | 1869 | 1890 | 1921 | 1950 | 1980 | 2001 | 2017 | 2019 | 2022 | 2024 |